# Tauberfranken-Kaserne
Die Tauberfranken-Kaserne in Lauda war ein Standort der Luftwaffe der Bundeswehr und wurde 2004 im Zuge der bundesweiten Truppenverringerung und Reduzierung an Bundeswehrstandorten geschlossen. Das Areal wird derzeit in ein Gewerbegebiet umgewandelt, wozu die Stadt 2006 eine Entwicklungsgesellschaft mit dem Namen i_PARK Tauberfranken GmbH gegründet hat.

## Lage
Die ehemalige Kaserne liegt im Süden von Lauda. Im Nordwesten wird das 20 Hektar große Kasernengelände durch das Terrassenfreibad Lauda, im Norden durch die Freiwillige Feuerwehr Lauda und von Norden bis Südosten durch die Kreisstraße 2832 begrenzt.

## Geschichte

### Tauberfranken-Kaserne
Am 1. Oktober 1963 begann der Bau der Tauberfranken-Kaserne auf einem 19,8 Hektar großen Gelände mit dem ersten Spatenstich. Das Richtfest der Luftwaffenkaserne fand am 3. Juni 1966 statt. Am 6. Dezember 1968 erhielt der Bundeswehrstandort den Namen Tauberfranken-Kaserne. Die über dreißigjährige Geschichte des Luftwaffenstandortes endete im März 2004, als die letzten Soldaten die Kaserne am Stadtrand von Lauda verließen.
Zu den ehemals stationierten Einheiten gehörten:
- Zwei Abteilungen des Fernmelderegiments 32, später die Radarführungsabteilung 23.[2]
- Die Luftwaffensanitätsstaffel, Fernmelderegiment 32.
- Die Richtfunkverbindungs-Kompanie, der 8./Fernmelderegiment 12, Einzug der Soldaten in Lauda 26. Mai 1967 bis zur Verlegung am 3. Juli 1989 als Fernmelde-Sektor 124 (Umbenennung: 8. Fm/Rgt 12 in Fm./Sektor 124) nach Lechfeld.

### Konversion: Entwicklung zum Industriegebiet
Die Schließung des Standorts von ehemals 1000 Soldaten und Zivilbeschäftigten war mit deutlichen Einbußen der Wirtschafts- und Kaufkraft verbunden. Die Stadt Lauda-Königshofen übernahm nach Grundstücksverhandlungen mit der Bundesanstalt für Immobilienangelegenheiten im Jahre 2006 das ehemalige Kasernengelände mit allen Gebäuden in ihren Besitz und gründete eine Entwicklungsgesellschaft mit dem Namen i_PARK Tauberfranken GmbH. Die Konversion des ehemaligen Bundeswehrstandortes schreitet seitdem voran, indem mehrere Gewerbeflächen entstanden.

## Name
Die Kaserne wurde nach der Region Tauberfranken benannt, einem Teil der Region Franken, der zum großen Teil in Baden-Württemberg liegt. Die Region Tauberfranken ist fast deckungsgleich mit dem Main-Tauber-Kreis, zu dem die Stadt Lauda gehört.